# Peyre en Aubrac
Peyre en Aubrac ist eine französische Gemeinde mit 2.304 Einwohnern (Stand: 1. Januar 2022) im Département Lozère in der Region Okzitanien und gehört zum Arrondissement Mende und zum Kanton Peyre en Aubrac.
Sie entstand am 1. Januar 2017 als Commune nouvelle durch die Zusammenlegung der vormaligen Gemeinden Aumont-Aubrac, Fau-de-Peyre, Javols, La Chaze-de-Peyre, Sainte-Colombe-de-Peyre und Saint-Sauveur-de-Peyre, die seither alle über den Status einer Commune déléguée verfügen.

## Gliederung
| Ortsteil                        | ehemaliger INSEE-Code | Fläche (km²) | Einwohnerzahl zum 1. Januar 2022 |
| ------------------------------- | --------------------- | ------------ | -------------------------------- |
| Aumont-Aubrac (Verwaltungssitz) | 48009                 | 26,53        | 1.030                            |
| La Chaze-de-Peyre               | 48047                 | 19,33        | .0321                            |
| Fau-de-Peyre                    | 48060                 | 26,72        | .0175                            |
| Javols                          | 48076                 | 31,21        | .0332                            |
| Sainte-Colombe-de-Peyre         | 48142                 | 21,90        | .0199                            |
| Saint-Sauveur-de-Peyre          | 48183                 | 27,61        | .0247                            |

## Lage
Das Gemeindegebiet gehört zum Regionalen Naturpark Aubrac. Es wird im Nordwesten vom Fluss Truyère tangiert, sein Zufluss Triboulin quert die Gemeinde im südlichen Abschnitt, die Rimeize im Norden.
Nachbargemeinden sind:
- La Fage-Montivernoux im Nordwesten
- Les Bessons und Rimeize im Norden
- Fontans im Nordosten
- Serverette im Osten
- Lachamp-Ribennes im Südosten
- Recoules-de-Fumas und Saint-Léger-de-Peyre im Süden
- Le Buisson und Prinsuéjols-Malbouzon im Südwesten